# 八戸市立城北小学校
八戸市立城北小学校（はちのへしりつ じょうほくしょうがっこう）は、青森県八戸市石堂1丁目にある公立小学校。

## 沿革
- 1983年（昭和58年）
  - 3月16日 - 校舎第1期・体育館竣工。
  - 4月1日 - 開校。
  - 4月6日 - 創立記念式典挙行。
  - 4月23日 - PTA発足。
  - 7月20日 - プール竣工、プール開き。
  - 12月8日 - 校舎第2期工事竣工。
- 1984年（昭和59年）
  - 1月27日 - 正門・フェンス・バックネット・舗装工事完成。
  - 2月10日 - 校舎落成、校旗樹立、校歌制定の各記念式典挙行。
  - 5月4日 - 全児童による桜苗木等の植樹祭。
  - 11月15日 - 校庭整地（土の入れ替え）。
- 1985年（昭和60年）
  - 5月17日 - 校庭散水設備完成。
  - 12月13日 - 流水実験園完成。
- 1986年（昭和61年）6月17日 - 校内テレビ放送設備完成。
- 1990年（平成2年）3月30日 - 普通教室6教室増築完成。
- 1991年（平成3年）9月2日 - 焼窯小屋完成。
- 1992年（平成4年）10月23日 - 創立十周年記念式典挙行。
- 2002年（平成14年）
  - 10月1日 - 学習用パソコンネットワーク機器一式設置。
  - 11月1日 - 創立20周年記念式典挙行。祝賀会開催。
- 2003年（平成15年）
  - 1月14日 - 創立20周年記念事業として、体育館ウレタン塗装工事実施と体育館用グランドピアノが寄贈された。
  - 12月20日 - プール濾過機交換。
- 2004年（平成16年）
  - 2月7日 - 不審者対策で、インターフォン増設工事。
  - 3月9日 - 校庭防球ネット設置。
  - 7月19日 - 鳥小屋補修工事（床をコンクリートにして砂を敷く）。
  - 7月20日 - プールフェンス有刺鉄線取り付け工事。
- 2006年（平成18年）3月8日 - 校内放送設備交換。
- 2007年（平成19年）5月22日 - プール塗装。
- 2008年（平成20年）8月5日 - 校舎内トイレドア改修。
- 2009年（平成21年）
  - 4月3日 - うさぎ小屋移設。
  - 8月11日 - 教室・ロッカーの天板改修。
- 2010年（平成22年）12月23日 - 体育館の屋根補修。
- 2011年（平成23年）3月11日 - 14時46分頃に発生した東日本大震災で校舎が被災。また、地域住民の避難所となる。
- 2012年（平成24年）4月1日 - 創立30周年を迎える。
- 2022年（令和4年）11月11日 - 創立40周年記念式典挙行[1]。

## 学区
- 石堂・河原木（一部）・下長7丁目（4番から9番を除く）

## アクセス
- 八戸市営バス・南部バス「石堂」バス停下車後、徒歩約420m・約7分。
- JR東日本八戸線長苗代駅から約1.6km、徒歩で約25分・車で約3分。
- 八戸自動車道八戸北ICから、車で約5.2km・約9分。

## 周辺
- 城北仲よしクラブ
- 八戸市立城北たんぽぽ公園